# モティア包囲戦
モティア包囲戦は、紀元前398年夏にシケリア（シチリア）西部で発生した、カルタゴ領モティア（現在のマルサーラのサン・パンタレオ島）に対するシュラクサイとその同盟軍による攻城戦である。シュラクサイの僭主ディオニュシオス1世は、紀元前405年にカルタゴとの間に平和条約を結んだが、その後軍事力の強化に努め、シュラクサイにおける権力を確実なものとした。シュラクサイの防御を強化し、傭兵からなる大規模な陸軍と大規模な艦隊を整備した。さらに、新兵器である大型弩弓（オクシュペレス）と、五段櫂船をも歴史上初めて導入した。紀元前398年、ディオニュシオスはカルタゴ領の都市であるモティアを攻撃し略奪した。カルタゴ王ヒミルコ（在位：紀元前406年 – 紀元前396年）は救援を試みたが失敗した。また紀元前398年の宣戦布告以降の戦いで、カルタゴは紀元前405年の条約で得た土地をほとんど失った。

## 背景

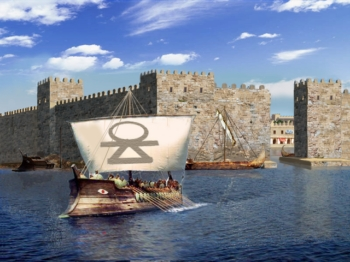
モティア内港への入り口

紀元前480年の第一次ヒメラの戦いでの敗北後、カルタゴは70年間シケリアに介入しなかった。シケリアに対するカルタゴの不介入政策は、紀元前411年にエリミ人とイオニア人の都市であるセゲスタ（現在のカラタフィーミ＝セジェスタ）がドーリア人都市であるセリヌス（現在のマリネラ・ディ・セリヌンテ）に敗北し、カルタゴの従属国家となることを求めて来たことによって変化した。カルタゴは紀元前409年にセリヌスを攻略・破壊し（セリヌス包囲戦）、さらにはヒメラ（現在のテルミニ・イメレーゼの東12キロメートル）も破壊した（第二次ヒメラの戦い）。その後カルタゴ軍は撤退したが、シュラクサイのヘルモクラテスが、カルタゴ領であるモティア（現在のマルサーラのサン・パンタレオ島）やパノルムス（現在のパレルモ）近郊で襲撃を行うと、紀元前406年にカルタゴはハンニバル・マゴが率いる軍を再びシケリアに派遣した。同年にアクラガス（現在のアグリジェント）、ゲラ（ジェーラ）、翌年にはカマリナ（現在のラグーザ県ヴィットーリアのスコグリッティ地区）がカルタゴ軍によって占領された。紀元前405年、ディオニュシオスはヒミルコ（ハンニバル・マゴが病死のため司令官を引き継いでいた）との間にカルタゴが有利な平和条約を結んだ。

### 紀元前405年の平和
ヒミルコが平和条約に合意した正確な理由は不明である。カルタゴ軍には再びペストが蔓延していたとの見方もある。その後の動きからして、ディオニュシオスが合意したのは、軍事力強化の時間を稼ぐためであった。
条約の内容は以下のようなものであった。
- カルタゴはシケリアのフェニキア人都市（モティア、パノルムス等）に対する完全な支配権を有する。エリミ人とシカニ人の都市はカルタゴの「勢力範囲」とする。
- ギリシア人は、セリヌス、アクラガス、カマリナ、ゲラに戻ることが許される。新しく建設されたテルマエ（現在のテルミニ・イメレーゼ）を含み、これらの諸都市はカルタゴに税を支払う。ゲラとカマリナの城壁の再建は許されない。
- シケル人都市、メッセネ（現在のメッシーナ）およびレオンティノイに対しては、カルタゴおよびシュラクサイ双方から影響を及ぼさない。
- ディオニュシオスがシュラクサイの支配者であることをカルタゴは承認する。
- 両軍ともに捕虜を解放し鹵獲した船舶を返却する。

### ディオニュシオス勝利
ディオニュシオスは、彼の同僚の将軍たちを非難し、処刑することによって権力を得たものの、紀元前405年にゲラとカマリナを放棄したことで（ゲラの戦い、カマリナ略奪）、シケリアのギリシア人の不満に直面していた。一部のシュラクサイ人はクーデターを試みたが、ディオニュシオスは迅速な行動で反乱を鎮圧した。カルタゴとの間に平和条約が締結された後、シュラクサイはカルタゴに隷属することとなったカマリナと反シュラクサイのレオンティノイ（現在のレンティーニ）に取り囲まれる形となり、さらにシュラクサイの反ディオニュシオス勢力はアエトナ（エトナ山の近く）に集結していた。
紀元前405年から紀元前398年にかけて、ディオニュシオスはシュラクサイの勢力を増大させ、彼を打倒しようとする試みに対処し、シュラクサイをギリシア世界で最高の防御力を持つ城塞都市とした。彼の実施した政策は以下のようなものであった。
- シュラクサイの防御強化：ディオニュシオスはオルティジャ島（シュラクサイの旧市街があった場所）に彼に忠実な親衛傭兵部隊と支援者を居住させ、本土と島を結ぶ地峡に城壁を構築した。新規に2つの要塞、1つは地峡上に、もう1つはエピポライ台地のエウリュアロス要塞[9]、が建設された。城壁は、紀元前415年のアテナイのシケリア遠征の際にアカルディナ地域防衛のために築かれたものを利用した。紀元前402年からは、大きくエピポライ台地を囲むように城壁を拡大し、紀元前399年に完成した城壁は全長27キロメートル、14の塔と6つの城門があった[10]。数千人の労働者が多くの部署に分かれて工事を行ったが、ディオニュシオス自身も作業に参加し、最高の労働者には賞金を出して、工事を迅速に進めさせた[11]。結果、ギリシア世界の中ではシュラクサイは最高の防御力を有する城塞都市となり、さらにディオニュシオスは自身の内城（オルティジャ島）を忠実な傭兵に守らせることにより安全を確保した。
- 軍事の効率化：ディオニュシオスは傭兵を継続的に雇用し、新しい軍船を建造することによって陸海軍兵力を拡大した。ギリシアの伝統では、市民兵は自弁で武器や防具を揃えるが、ディオニュシオスはイタリア半島、ギリシア本土およびアフリカから男達を募集し武装させた。140,000組以上の武器、兜、甲冑が作製された。装備を標準化し、また社会のあらゆる階層から兵士を募集したことで、ディオニュシオスは陸軍の規模を拡大できた（それまでは軍の中心は傭兵と上級市民のみであった）。また、大型弩弓と五段櫂船も開発したが、これら新兵器はしばらくの間戦場での優位をもたらした[12]。ディオニュシオスは軍船200隻を新造し、既存の110隻を再艤装し、輸送船160隻を就役させた。ラクシウムには遮蔽物で隠された、三段櫂船60隻を収容できる秘密の港が作られた[13]。
- シュラクサイの領土拡大：ディオニュシオスは紀元前404年にシケル人の都市であるヘルベッススを攻撃することによって、平和条約を破った[14]。カルタゴはこれに対して何の行動も起こさなかったが、シュラクサイ陸軍の一部はアエトナの反乱軍と合流し、メッセネ（現在のメッシーナ）とレギオン（現在のレッジョ・ディ・カラブリア）の助けを借りて、ディオニュシオスのシュラクサイを包囲した。ディオニシオスは脱出も考慮したが、反乱軍の不手際とイタリア傭兵の助力により危機を脱した[15]。紀元前403年から紀元前398年にかけて、ディオニュシオスはイオニア人都市であるカタナ（現在のカターニア）を破壊してカンパニア人に譲渡し、ナクソス（現在のジャルディーニ＝ナクソス）を破壊して住民を奴隷として売り、都市をシケル人に譲渡した。最後にレオンティノイを無抵抗で占領した。ディオニュシオスはまたロクリ出身の女性と結婚することによりイタリア半島のギリシア人との関係を強めた[16]。ディオニュシオスはレギオンに対して友好を提案したが、これは聞き入れられなかった。これらの平和条約違反に対してカルタゴは何もしなかった。

紀元前398年、ディオニュシオスはカルタゴに全権大使を送り、シケリアの全てのギリシア人都市の支配権を彼に認めない限り、宣戦を布告すると伝えた。大使が帰国するに先立ち、傭兵を使ってシュラクサイ領土に住んでいるカルタゴ人に剣を突きつけ、その財産を没収した。さらに、200隻の軍船と補給物資・武器を積んだ500隻の輸送船を伴い、陸軍と共にモティアに向かった。

## モティア包囲戦：第一段階
ディオニュシオスとその陸軍は、シケリアの南岸に沿って西方に進軍した。それに伴ってカルタゴ支配下にあったギリシア人都市は反乱し、居住していたカルタゴ人を殺してその財産を奪い、兵を送ってディオニュシオスに合流した。シケル人、シカニ人およびメッセネもまた兵を送ったため、モティアに到着した際にはディオニュシオスの軍は歩兵80,000、騎兵3,000にまで膨れ上がっていた。彼の弟であるレプティネス（en）が指揮する海軍が、モティアを海上封鎖し、彼自身はエリュクス（現在のエリーチェ）に向かい、そこを降伏させた。テルマエ（現在のテルミニ・イメレーゼ）もディオニュシオス側につき、カルタゴ側に残ったシケリアの都市は、モティア以外はパノルムス（現在のパレルモ）、ソルス（現在のサンタ・フラーヴィアのソルントゥム遺跡）、アンキラエ、セゲスタ（現在のセジェスタ）およびエンテラ（現在のパレルモ県コンテッサ・エンテッリーナ）のみとなった。ディオニュシオスはパノルムス、ソルス、アンキラエの周辺を襲撃し、続いてセゲスタとエンテラを包囲した。しかし、これらの都市はディオニュシオスの攻撃を撃退し、ディオニュシオス自身もモティアの包囲の進捗を確認するためにモティアに戻った。モティアが占領されれば、残りの都市も降伏すると考えられたためであった。

### モティアの防備

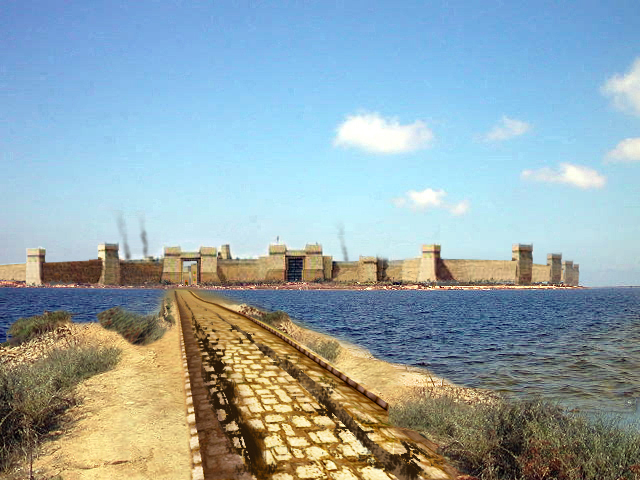
モティアと対岸をつなぐ通路（突堤）。現在でも海中にその痕跡を確認できる

モティアは現在のマルサーラ沖のサン・パンタレオ島にフェニキア人が建設した都市で、周辺は浅いラグーンである。周囲は城壁で囲まれており、20以上の監視塔があり、城壁はしばしば海岸の直ぐ側に建設されていた。城壁の厚さは6メートル、高さは8-9メートルあった。サン・パンタレオ島は小さな島であり、その人口を収容するために、ときには6階建ての住居も建築され、その高さは城壁を越えていた。モティアは常設の海軍は持っていなかったようで、カルタゴ軍の守備兵が駐屯していたと思われる。島の北部とシケリア本島とは長さ1,500メートル、幅10メートルの突堤でつながっており、島側には2つの監視塔で守られた城門があった。都市にはフェニキア人、ギリシア人双方が住んでいた。ディオニシュオス軍が接近すると、モティア市民は突堤を破壊し、篭城に備えた。

### カルタゴ軍到着
紀元前405年から紀元前397年の間のカルタゴの動向に関しては、帰国したシケリア遠征軍が持ち込んだペストが流行したということ以外ほとんど知られていない。いずれにせよ、前回と同じくヒミルコがこの危機に対処することとなった。傭兵軍を編成している間（カルタゴは常設の陸軍を有していなかった）、ヒミルコは三段櫂船10隻を使ってシュラクサイを襲撃した。シュラクサイの港に突入し、発見した船を全て破壊した。しかし、陸軍は同行していなかったため、スキピオが紀元前209年のカルタゴ・ノウァの戦いで見せたような、都市自体に対する攻撃は実施できなかった。
続いて、100隻の三段櫂船をまずセリヌスに向かわせた。セリヌスには夜間に到着して、翌日にはモティアに向かい、その南側に停泊していたギリシア軍輸送船を全て焼き払った。その後モティアと西側のルンガ島（現在のグランデ島）の間に向かい、北側のラグーンの浅瀬に停泊しているギリシア艦隊を罠にかけようとした。

### 罠をかけた側が罠に落ちる

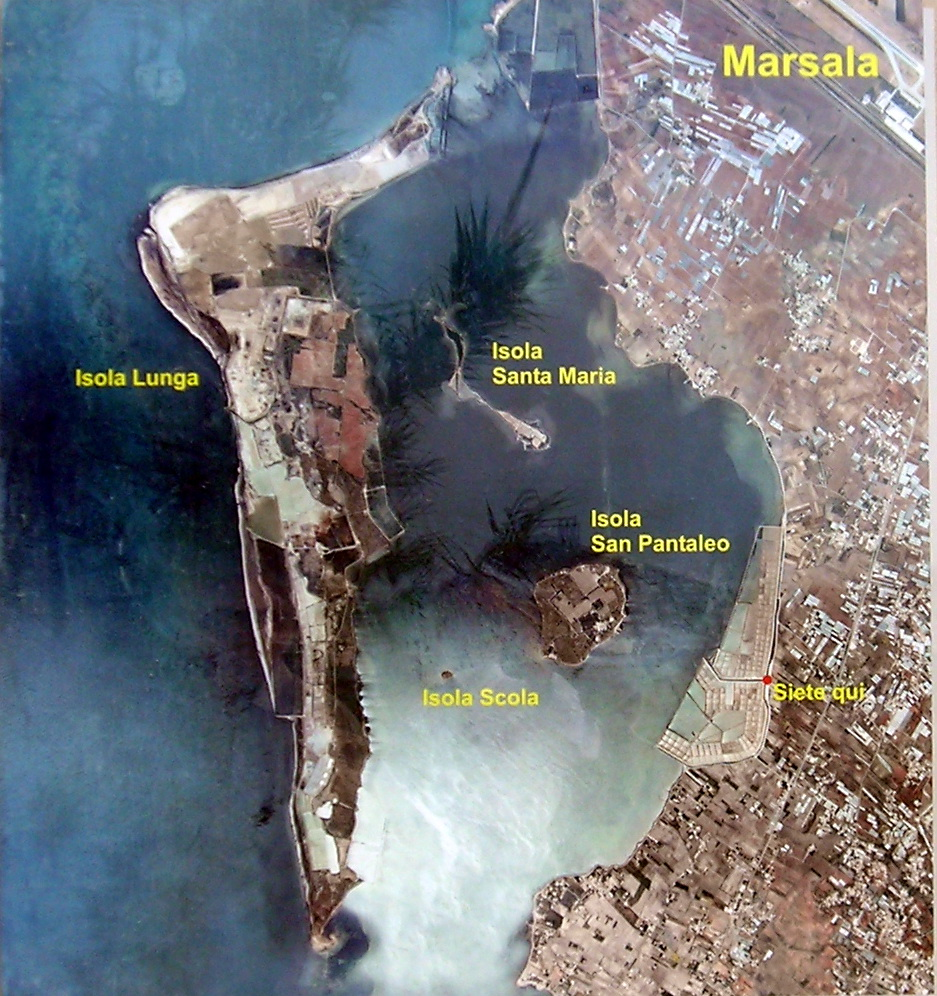
マルサーラ付近の空中写真。中央の丸い島がモティアで、北に伸びる突堤の痕跡が見える。ルンガ島とシケリア本島の間は現在でも浅瀬であるが、ギリシア艦隊は牽引されてここを通過し、外洋に脱出した。

紀元前405年、アイゴスポタモイの海戦でリュサンドロス率いるスパルタ海軍は、停泊中のアテナイ海軍の大部分を鹵獲することに成功している。ヒミルコが北方に停泊しているディオニュシオスの艦隊を最初に攻撃せずに、南方に停泊していた輸送船を攻撃した理由は不明である。もし、ディオニュシオスが艦隊を失っていたら、包囲を中止して撤退せざるを得ず、ヒミルコはシュラクサイを攻撃する機会を得た可能性がある。
攻撃開始は遅れたものの、ヒミルコはシュラクサイ艦隊をペルシア戦争のサラミスの海戦におけるペルシア艦隊と同様な状況に追い込んだ。すなわち、カルタゴ艦隊は十分に機動できる余裕がある水域にあり、ギリシア海軍にはそれがなかった。このため、質（ギリシア海軍は大型の五段櫂船を有していた）・量ともに上回るギリシア海軍は、当初その優位を活かせなかった。ディオニュシオスは艦隊を出撃させたが、水深が十分でないため、南のカルタゴ艦隊に向かえたのは一部でしかなかった。このため、ヒミルコは数でもまた機動性においてもギリシア艦隊に対して優位を得た。
しかしながら、ディオニュシオスは出撃する船に多数の弓兵と投擲兵を乗せており、また陸上からは大型弩弓で支援した。乗船した弓兵や投擲兵がカルタゴ軍の三段櫂船と戦ったが、これによってカルタゴ艦隊が停泊中のギリシア艦隊に接近することを阻止できた。シケリア本島とルンガ島（現在のグランデ島）北部の間は軍船が通過できない浅瀬であったが、ディオニュシオスはそこに急遽木製の人力牽引用の足場を作らせ、80隻の三段櫂船を外洋に脱出させた。これら艦隊はルンガ島を回って南下を開始した。このためカルタゴ艦隊には南北から挟撃される危険が生じた。ヒミルコは数に勝る敵との二正面戦闘を避け、モティアを撤退してカルタゴに向かった。

## モティア攻撃
カルタゴ艦隊の妨害が無くなったため、モティアに向かう突堤の建設は順調に進んだ。モティア自身は海軍をもっておらず、弓の射程まで突堤が延びてくるまで、ほとんど何もできなかった。突堤が完成すると、ディオニュシオスは攻城塔を前進させた。攻城塔はモティアの城壁より高く、最も高い建物と同程度の高さがあった。城壁上の守備兵を、攻城塔からの弓矢、投擲兵器、さらには大型弩弓による攻撃で制圧した。さらに城門を破壊するために破城槌を進めた。
モティアでは城壁内部に船のマストを建て、それに兵を上らせた。これらの「カラスの巣」から、可燃性のピッチをしみこませた亜麻を攻城兵器に投下して焼却を試みた。しかし、ギリシア軍は消火部隊を準備しており、モティア軍の努力にもかかわらず、攻城兵器は城門に達した。

### 市街戦

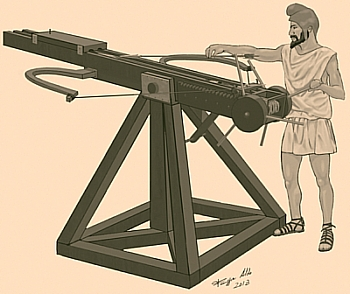
大型弩弓（オクシュペレス）

城門を破壊して突破するのが、モティア占領の第一歩であった。ギリシア兵が前進すると、モティア軍は建物上から投擲兵器（弓矢、投石）で激しく抵抗し、攻撃側に大きな損害を与えた。このため、ギリシア軍は攻城塔を城内に入れ、城壁の近くの建物に接近させ、屋根に兵を上らせた。その後激しい白兵戦が行われ、絶望的なモティア軍（傭兵は雇用していなかったと思われる）の反撃により、攻撃側も大損害を受けた。
数日間にわたり、夜明けから日没まで激しい戦闘が行われたが、ギリシア軍は何も得ることができなかった。ディオニュシオスは戦法を変更することを決断した。それまでは戦闘は夜明けに開始され、日没と共にギリシア軍は休息のために引き揚げていた。ある日、ディオニュシオスは傭兵からなる選抜部隊を、有利な拠点を確保するために、梯子を持たせて夜間に出撃させた。夜の闇にまぎれ、この特殊部隊はモティア軍に発見される前に、拠点を確保することに成功した。有利となったギリシア軍は、数でモティアを圧倒し、抵抗を排除した。ディオニュシオスは奴隷市場で売るために、できるだけ多くの捕虜を得るつもりであったが、ギリシア兵は鬱憤晴らしのために多くのモティア市民を殺害した。ディオニュシオスが救えたのは、寺院に避難していた市民のみであった。

## その後
ディオニュシオスは、カルタゴ側について戦った全てのギリシア人を殺した。ディオニュシオスはモティアを略奪し、戦利品の多くを彼の兵士に分配した。ビトンという士官が率いるシケル人部隊をモティアの守備のために残し、ディオニュシオスはセゲスタとエンテラ包囲に戻った。そこで彼が何を行ったかは不明であるが、これら都市は抵抗を続けた。艦隊の大部分はシュラクサイに戻ったが、レプティネスが120隻を指揮してエリュクスに残った。
カルタゴは、陸軍の準備が整うと再びシケリアに遠征した。ヒミルコはパノルムスに上陸し、そこからシュラクサイとその同盟軍を攻撃した。そのクライマックスとなるのがシュラクサイ包囲戦である。
モティアはその後再建されることはなかった。代わりにヒミルコは紀元前396年に近郊にリルバイオン（現在のマルサーラ）を建設し、その後シケリアにおけるカルタゴの中心都市となる。シケリア戦争でもポエニ戦争でも、リルバイオンは陥落することはなかった。

## 参考資料
- Baker, G. P. (1999). Hannibal. Cooper Square Press. ISBN 0-8154-1005-0
- Warry, John (1993). Warfare in The Classical World. Salamander Books Ltd.. ISBN 1-56619-463-6
- Lancel, Serge (1997). Carthage A History. Blackwell Publishers. ISBN 1-57718-103-4
- Bath, Tony (1992). Hannibal's Campaigns. Barns & Noble. ISBN 0-88029-817-0
- Kern, Paul B. (1999). Ancient Siege Warfare. Indiana University Publishers. ISBN 0-253-33546-9
- Freeman, Edward A. (1892). Sicily Phoenician, Greek & Roman, Third Edition. T. Fisher Unwin
- Church, Alfred J. (1886). Carthage, 4th Edition. T. Fisher Unwin
- Whitaker Joseph I.S. (1921). Motya, A Phoenician Colony in Sicily. G. Bell & Sons
- Morrison, John (2004). The Age of the Galley: Mediterranean Oared Vessels Since Pre-Classical Times. Conway Maritime Press. ISBN 978-0851779553